# Milionia neuhaussi
Milionia neuhaussi là một loài bướm đêm trong họ Geometridae.